# Bloque de Saneamiento Democrático
El Bloque de Saneamiento Democrático fue una agrupación en el Congreso Nacional de Chile que funcionó en 1958 para impulsar una serie de medidas de reforma electoral y política.
El Bloque, creado el 27 de marzo de 1958, estaba compuesto por los partidos Demócrata Cristiano, Radical, Agrario Laborista, Nacional y los partidos del Frente de Acción Popular (FRAP) —Socialista, Comunista y Democrático—. Su objetivo era bloquear un posible triunfo del candidato de la derecha, Jorge Alessandri, luego del triunfo del candidato liberal, Enrique Edwards Orrego, en la elección complementaria de un diputado por Santiago, ocurrida el 23 de marzo.
Como forma de impedirlo, y teniendo mayoría legislativa, efectuó una serie de reformas:
- Derogación de la Ley de Defensa Permanente de la Democracia (que proscribía el Partido Comunista).
- Derogación de la ley de probidad administrativa y reforma de la Ley General de Elecciones (creación de la cédula única - voto impreso único).[3]

La iniciativa fue aprovechada por el presidente Carlos Ibáñez del Campo que incluyó el paquete de reformas en el período de sesiones extraordinarias del Congreso. Una vez aprobadas las reformas, el 2 de agosto de 1958, el Bloque se disolvió.
En la elección presidencial de 1958 triunfó Jorge Alessandri, por lo que no se logró el principal objetivo del Bloque de Saneamiento Democrático.